# Friedrich Ludwig Knapp

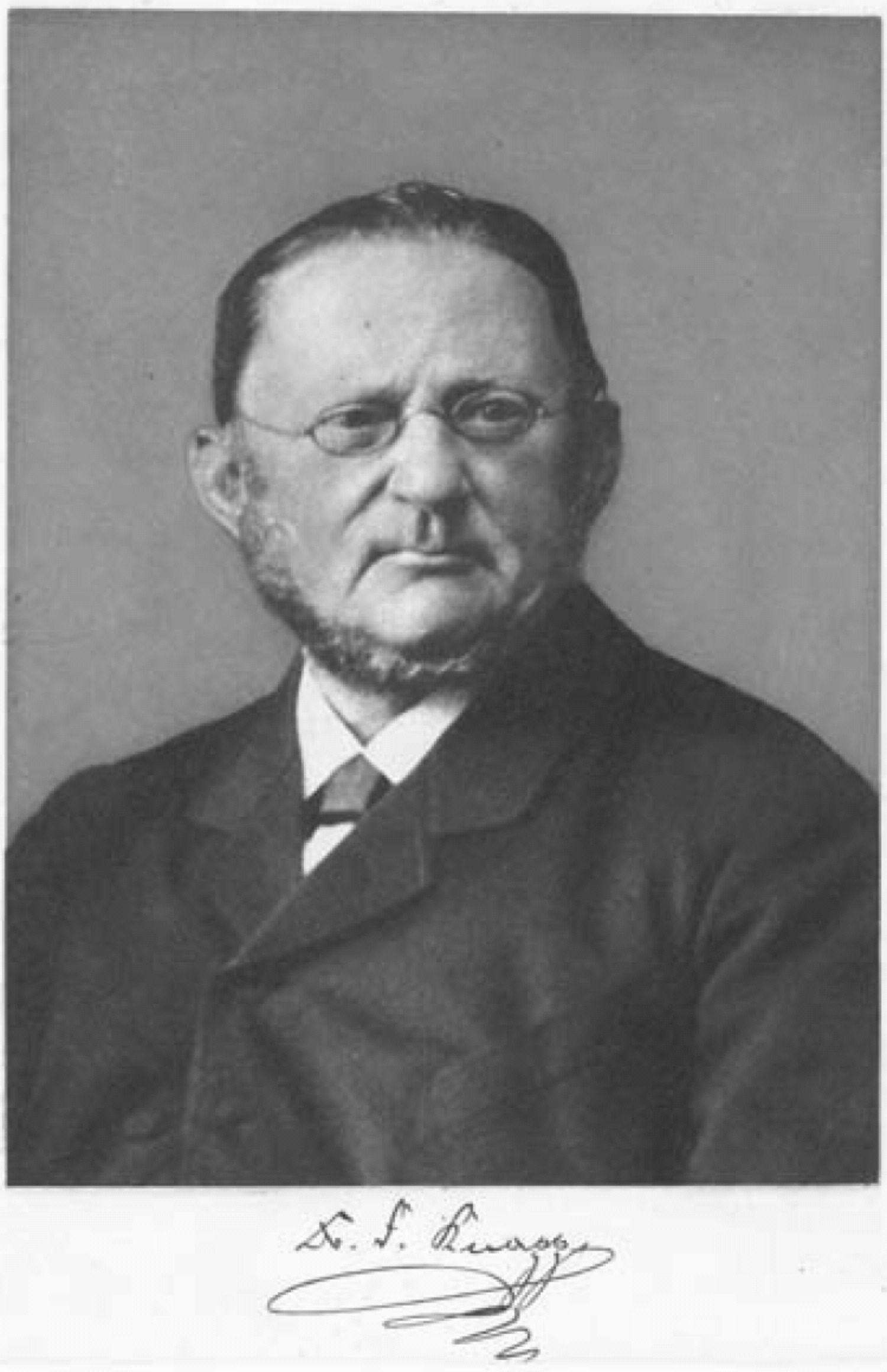

Friedrich Ludwig Knapp (* 22. Februar 1814 in Michelstadt; † 8. Juni 1904 in Braunschweig) war ein deutscher Chemiker. Er gilt als Altmeister der chemischen Technologie.

## Familie
Knapp war der Sohn des Geheimen Staatsrats Johann Friedrich Knapp und dessen Ehefrau Elisabethe Christine, einer geborenen Louis (1787–1862). Am 1. Juni 1841 heiratete er in Darmstadt Katharina Elisabeth Liebig (1819–1890), die Schwester des Chemikers Justus von Liebig. Aus der Ehe gingen vier Kinder hervor, unter anderem der Nationalökonom Georg Friedrich Knapp.

## Leben
Friedrich Knapp besuchte das Gymnasium in Darmstadt und absolvierte von 1832 bis 1835 dort eine Apothekerlehre, ehe er zum Studium der Chemie zu Justus Liebig an die Universität Gießen wechselte. Dort habilitierte er sich 1838 und erhielt 1841 die Professur der Technologie. Knapp ging 1853 als Professor der staatswirtschaftlichen Fakultät und Betriebsbeamter der königlichen Porzellanmanufaktur nach München und folgte 1863 einem Ruf als Professor der technischen Chemie am Carolinum in Braunschweig. Sein Sohn Georg Friedrich merkte dazu an: „Ende September kam ich zum ersten Male nach Braunschweig. Meine Eltern wohnten in der Neuen Straße in einer sehr unbequemen Wohnung, weil keine andere frei war. Die alte niederdeutsche Stadt gefiel mir sehr.“ Bald darauf bezog die Familie Knapp eine repräsentative Wohnung im Vieweghaus am Burgplatz, wo sie schließlich mehr als 40 Jahre wohnen blieb.

## Werk
Knapp lieferte mehrere bahnbrechende Untersuchungen auf dem Gebiet der chemischen Technologie, namentlich sehr wichtige Arbeiten über die Lederbereitung; seine Hauptleistung war das Lehrbuch der chemischen Technologie (Vieweg-Verlag, Braunschweig 1847), das Wissenschaft und Praxis miteinander verknüpfte.
Knapp gab auch Technologische Wandtafeln (Münch. 1855–63, 16 Lieferungen) heraus und übersetzte den 1. Teil von John Percys Metallurgie (Braunschweig 1862).